# Brent Rees
Pour les articles homonymes, voir Rees.
Brent Rees, né le 22 août 1998, est un coureur cycliste australien. Il participe à des compétitions en VTT, en gravel et sur route.

## Biographie
Brent Rees pratique le cyclisme depuis l'âge de dix-huit ans. Il obtient ses meilleurs résultats en VTT,. Dans cette discipline, il représente son pays aux championnats du monde espoirs de 2018. Il devient ensuite champion d'Australie de cross-country marathon en 2023. La même année, il se fait remarquer sur route en finissant quatrième de la Grafton to Inverell Classic, ou encore cinquième du championnat d'Australie du critérium. Il termine par ailleurs à trois reprises parmi les dix premiers sur des étapes de la New Zealand Cycle Classic. 
En septembre 2024, il est sacré champion d'Océanie de cross-country marathon.

## Palmarès en VTT

### Championnats d'Océanie
- Dwellingup 2024
  -  Champion d'Océanie de cross-country marathon

### Championnats nationaux
- Wagga Wagga 2023
  -  Champion d'Australie de cross-country marathon

## Palmarès sur route
- 2024
  - 3e de la Darren Smith Classic Road Race